# Francis Marion
Francis Marion (Georgetown, 1732 circa – Georgetown, 27 febbraio 1795) è stato un generale statunitense, eroe della guerra d'indipendenza americana.

## Biografia
Fu tenente colonnello nell'esercito continentale di George Washington e generale di brigata nella Carolina del Sud.
L'ubicazione in ambienti malsani e inaccessibili al nemico, dei suoi quartieri generali gli valse il soprannome di Swamp Fox (Volpe delle paludi).
Marion è noto per le sue imboscate al nemico, per la tecnica di disturbo delle comunicazioni britanniche, per la cattura degli approvvigionamenti nemici, ma allo stesso tempo per l'indulgenza grazie alla quale liberava i prigionieri catturati in battaglia.
Marion attuava azioni di guerriglia.
Il recente film di Roland Emmerich, Il patriota, è parzialmente ispirato alle gesta di Marion.